# کارل تئودور تسو گوتنبرگ
کارل تئودور تسو گوتنبرگ (به آلمانی: Karl-Theodor zu Guttenberg) با نام کامل «کارل تئودور ماریا نیکولاس یوهان یاکوب فیلیپ فرانتس یوزف سیلوستر فرای‌هِر فون آوند تسو گوتنبرگ» سیاست‌مدار آلمانی و عضو حزب سوسیال مسیحی آن کشور است.
وی در کارنامه سیاسی خود، مقام وزارت اقتصاد و وزارت دفاع جمهوری فدرال آلمان را به همراه دارد.

## جنجال «سرقت علمی
در تاریخ ۱۶ فوریه ۲۰۱۱ میلادی، روزنامه زوددویچه تسایتونگ در گزارشی تحقیقی به افشای «سرقت علمی» در پایان‌نامه دکترای کارل تئودور تسو گوتنبرگ پرداخت.
کارل تئودور تسو گوتنبرگ، پس از افشاگری روزنامه زوددویچه تسایتونگ مبنی بر «رونویسی بخش زیادی از پایان‌نامه بدون ارجاع به منبع»، تحت فشارهای زیاد سیاسی از سوی احزاب مختلف قرار گرفت. وی نهایتاً در تاریخ ۱ مارس ۲۰۱۱ میلادی، از سمت خود به عنوان «وزیر دفاع» کناره‌گیری کرد.
هم‌چنین دانشگاه بایرویت، مدرک دکترای کارل تئودور تسو گوتنبرگ را از او پس گرفت.